# Raster Blaster
Raster Blaster est un jeu vidéo de flipper développé par Bill Budge et publié par BudgeCo en 1981 sur Apple II avant d’être porté sur Atari 8-bit. Bien qu’il ne soit pas fan du genre, Bill Budge décide de programmer un jeu de flipper sous l’influence de ses collègues, à l’époque où il travaille pour Apple. Il s’inspire pour cela du flipper Firepower produit par Williams Electronics Games en 1980. Le jeu peut se jouer seul ou à plusieurs et propose deux niveaux de difficulté. Il se joue à l’aide de deux paddles qui commande les deux leviers du flipper,,. L’année de sa sortie, Raster Blaster s’impose comme le plus populaire des jeux vidéo sur Apple II et en juin 1982, il s’est déjà vendu à plus de 25 000 exemplaires. Rétrospectivement, le magazine Retro Gamer juge qu’il est largement supérieur aux autres jeux de flipper de l’époque et estime qu’il a révolutionné le genre et permit l’émergence d’une nouvelle génération de jeu de flipper incluant notamment David's Midnight Magic (1981) de David Snider, Night Mission Pinball (1982) de Bruce Artwick et Pinball Construction Set (1983).